# Direction du Renseignement Militaire
Direction du Renseignement Militaire (DRM), Dyrekcja Wywiadu Wojskowego – francuska agencja wywiadu wojskowego, utworzona w 1992 roku, m.in.  stoi na czele francuskiego programu wywiadu satelitarnego, podlega bezpośrednio urzędującemu premierowi.
Powodem utworzenia DRM był brak koordynacji między francuskimi agencjami wywiadowczymi podczas działań we wspólnej operacji „Pustynna Burza” w wojnie w Zatoce Perskiej w 1991 roku. W 1992 roku do struktur DRM włączono Deuxieme Bureau oraz będącą od niedawna w strukturze Deuxieme Bureau Dyrekcję Ochrony Bezpieczeństwa Sił Zbrojnych (DPSD). Direction du Renseignement Militaire (DRM), Dyrekcja Wywiadu Wojskowego jest jedną z agencji obrony, która zatrudniając nowych pracowników zwiększa swoje wpływy i kompetencje. W jej szeregach służy personel wojskowy z sił lądowych, lotniczych, oraz marynarki wojennej. W 1995 roku w DRM pracowało ok. 1600 osób, do 2000 roku już 1900 osób. Z danych z 1995 roku wynika, że 50% to personel armii lądowej, 23% – sił powietrznych, a 12% – marynarki wojennej. Pozostałe  13% stanowił personel cywilny. Pierwszym dyrektorem DRM został generał John Heinrich, były szef Dyrekcji Generalnej Bezpieczeństwa Zewnętrznego, znanej jako DGSE. W listopadzie 1995 roku zastąpił go generał Bruno Elects.